# Chota (Tennessee)
Chota (Chota and Tanasi Cherokee Village Sites, auch: Chote, Echota, Itsati u. a.) ist eine historische Overhill-Cherokee-Siedlung am Little Tennessee River in Monroe County (Tennessee), in den südöstlichen Vereinigten Staaten. Die Siedlung entwickelte sich nach dem nahegelegenen Tanasi ab den späten 1740ern bis 1788. Dann war Chota die wichtigste der „Overhill Towns“ und ersetzte Tanasi als de-facto-Hauptstadt der Cherokee. Es wird geschätzt, dass die Siedlung bis zu 500 Bewohner zählte.
Zahlreiche prominente Häuptlinge der Cherokee wurden in Chota geboren oder hatten dort ihre Residenz, unter anderem Attakullakulla, Oconostota, Kanagatucko (Old Hop), Old Tassel, Hanging Maw und Nancy Ward.
1979 wurden beide Orte größtenteils von der bei der Aufstauung des Tellico Lake Impoundment (Tellico Lake) überflutet. Vorher durchgeführte archäologische Ausgrabungen zeigten, dass die Siedlung über ein Stadthaus verfügte. Das Chota-Denkmal befindet sich direkt über dem alten Stadthaus. Die archäologischen Stätten Chota und Tanasi wurden zusammen in das National Register of Historic Places aufgenommen; auch Tanasi erhielt 1972 eine Einstufung als Archaeological Site (40MR62).
Die Lage des Chota Townhouse wurde während der Ausgrabungen gefunden. Das Gebiet wurde über den Wasserspiegel des Reservoirs angehoben und mit einem Damm mit dem Ufer verbunden. Das Chota Monument, welches heute unmittelbar über der Stelle des Townhouse steht, besteht aus acht Säulen, einer für jeden der sieben Cherokee-Clans und einer für die gesamte Nation. Das Grab des Häuptlings Oconostota, welches bereits 1969 bei Ausgrabungen aufgedeckt worden war, wurde ebenfalls an dem Monument neu beigesetzt. Diese Stätte wird heute von der Eastern Band of the Cherokee verwaltet.

## Geographie
Der Little Tennessee River kommt von seinen Quellen in den Appalachen nach Tennessee und fließt für etwa 70 km durch Teile der Counties Blount, Monroe, und Loudon County, bevor er bei Lenoir City in den Tennessee River mündet. Tellico Lake, der durch den Tellico Dam 1979 entstand, bedeckt die 45 km im Unterlauf des Flusses. Die Stätte von Chota liegt ungefähr 42 km oberhalb der Flussmündung, gegenüber einer scharfen Kurve im Flussverlauf, die als Bacon’s Bend bezeichnet wird.
Sowohl Chota als auch Tanasi wurden von den Cherokee auf einer relativ flachen Terrasse angelegt, die von steilen Hügeln flankiert wird, die sich im Süden erheben. Diese Hügel sind Teil der Appalachian Ridge-and-Valley Physiographic Province, die durch schmale, langgezogene Hügelkämme und steile Hügel gekennzeichnet ist. Die Great Smoky Mountains und die Unicoi Mountains, beide Teilgebiete des Hauptkammes der Appalachen, steigen einige Meilen südöstlich und südwestlich an.
Die Tanasi und Chota-Monuments liegen direkt neben dem Highway 360 (Citico Road) an der Bacon Ferry Road, die an einem Parkplatz endet. Ein kurzer Fußweg verbindet den Parkplatz mit dem Chota Monument.

## Geschichte

### Aufstieg von Chota
Chota erscheint vor 1745 nicht in historischen Quellen. Tanasi wird viel früher erwähnt, nämlich als Ausgangspunkt oder Ziel zahlreicher Händler und Diplomaten. Während Tanasi auch in vielen Karten des Overhill Territory, die in den 1720ern und 1730ern gezeichnet wurden, eingezeichnet ist, taucht Chota nicht auf. Das könnte darauf hindeuten, dass Chota vor 1740 Teil von Tanasi war, oder noch nicht als eigene Stadt angesehen wurde. In den 1720ern war der „head man of Tanasi“, der einfach als „Tanasi Warrior“ bezeichnet wurde, der Chief der Overhill Towns im Gebiet des heutigen Tennessee und den „Middle“ und „Valley towns“ in North Carolina.
1730 wurde Moytoy of Tellico mit Unterstützung des extravaganten Emissärs Alexander Cuming als „Emperor of the Cherokee“ gekrönt. Damit wurde der Sitz der Hauptstadt in seine Stadt Great Tellico verlegt, wo Moytoy selbst Häuptling war. Als Moytoy 1741 verstarb, bemühte sich sein Sohn Amouskositte vergeblich die Nachfolge als Emperor anzutreten. Old Hop, der Häuptling in Chota, begann seine Macht zu festigen und 1753 löste Chota Great Tellico als „mother town“ der Overhill Cherokee ab.
Um diese Zeit, am Vorabend des French and Indian War standen die Cherokee eher auf Seiten der Franzosen, was die englischen Kolonisten von Virginia und South Carolina dazu bewog den Kontakt mit den Overhill Towns zu intensivieren. Virginia entsandte Major Andrew Lewis mit 60 Männern um ein Fort bei Chota zu errichten. Dieses wurde im August 1756 fertig gestellt. Jedoch wurde es nie mit einer Garnison belegt, weil die Cherokee sich mit den Englischen gegen die Franzosen verbündeten. Später im selben Jahr entsandte South Carolina den Ingenieur William de Brahm mit 300 Männern um Fort Loudoun zu errichten, welches im März 1757 fertig gestellt wurde. 1760 hatten sich die Beziehungen zwischen den Englischen und den Cherokee jedoch verschlechtert und der Konflikt führte zum Anglo-Cherokee War. Die Chota-Krieger machten Beute bei der Plünderung nach der Belagerung von Fort Loudoun.

### Timberlakes Besuch 1761–62

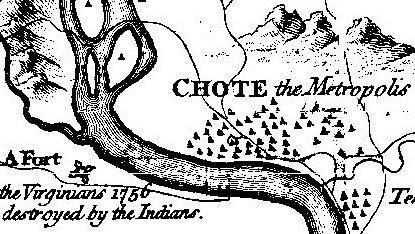
Detail of Chota from Timberlake’s 1765 „Draught of the Cherokee Country“

Nach dem Fall von Fort Loudoun baten die Overhill Towns um Frieden, der mit dem Treaty of Long Island 1761 auch erreicht wurde. Virginia entsandte eine Delegation unter der Leitung von Henry Timberlake um den Frieden mit den Overhill Towns zu festigen. Er erreichte Chota im Dezember 1761, begleitet von Ostenaco (dem Head Cherokee Man von Tomotley). Die Zeremonie in dem Versammlungshaus der Chota, bei der Ostenaco zeremoniell ein Beil begrub, wurde zum Symbol für Frieden zwischen den Briten und den Cherokee. Timberlake verbrachte die Nacht in Old Hops „hot-house“ (einer Runden Hütte, die von den Overhill Cherokee in den kalten Monaten genutzt wurde) bevor er am nächsten Tag nach Citico weiterreiste.
Timberlakes „Draught of the Cherokee Country“ (Skizze des Cherokee Country) verzeichnet 52 Wohngebäude und ein Versammlungshaus in Chota. Kanagatucko (Old Hop) wurde als „Governor“ sowohl von Chota, als auch von Tanasi bezeichnet. Die 175 Krieger, die in Chota verfügbar waren, bildeten das zweitgrößte Kontingent unter den Overhill Towns, nach Citico.

### Niedergang
Bei Ausbruch des Unabhängigkeitskrieges verbündeten sich die Cherokee mit den Briten, in der Hoffnung die amerikanischen Kolonisten aus ihrem Territorium zu vertreiben. 1776 führte Dragging Canoe (Head Man von Mialoquo) und Old Abraham von Chilhowee eine erfolglose zweigeteilte Attacke gegen Fort Watauga und Heaton’s Station. Im Gegenzug entsandte Virginia Colonel William Christian mit einer kleinen Truppe um die Overhill Towns zu unterwerfen. Christian drang ungehindert in das Little Tennessee Valley ein und handelte mit Attakullakulla und Oconastota einen Vertrag aus. Als Dragging Canoe sich weigerte zu verhandeln, zerstörte Christian jedoch die Städte Great Tellico, Citico, Mialoquo, Chilhowee und Toqua.
1780 führte John Sevier, der erst kürzlich von der Battle of Kings Mountain zurückgekehrt war, eine Invasion in das Overhill Country als Vergeltung auf mehrere Attacken gegen amerikanische Siedlungen durch aufsässige Cherokees. Die meisten der verbliebenen Overhill Towns, auch Chota, wurden zerstört. Chota wurde bis 1784 wieder aufgebaut, aber es erholte sich niemals vollständig. 1788 wurde Old Tassel, der Häuptling der Overhill Towns nach dem Tod von Oconastota, durch Amerikaner unter einer Verhandlungs-Flagge bei Chilhowee ermordet. Vor allem aufgrund dieses Zwischenfalls, verlegten die Cherokee ihre Hauptstadt nach Süden nach Ustanali, in die Nähe des heutigen Calhoun, Georgia.
In den späten 1790ern besuchte der Duke of Orleans das Tellico Blockhouse während er East Tennessee bereiste. Louis-Philippe beobachtete 600 Cherokees bei einem „ballplay“ (Ballspiel) bei Chota und verwettete 6 Gallons Brandy auf den Ausgang des Spiels. Zu dieser Zeit standen nur noch fünf Gebäude an der Stelle.

## Archäologie

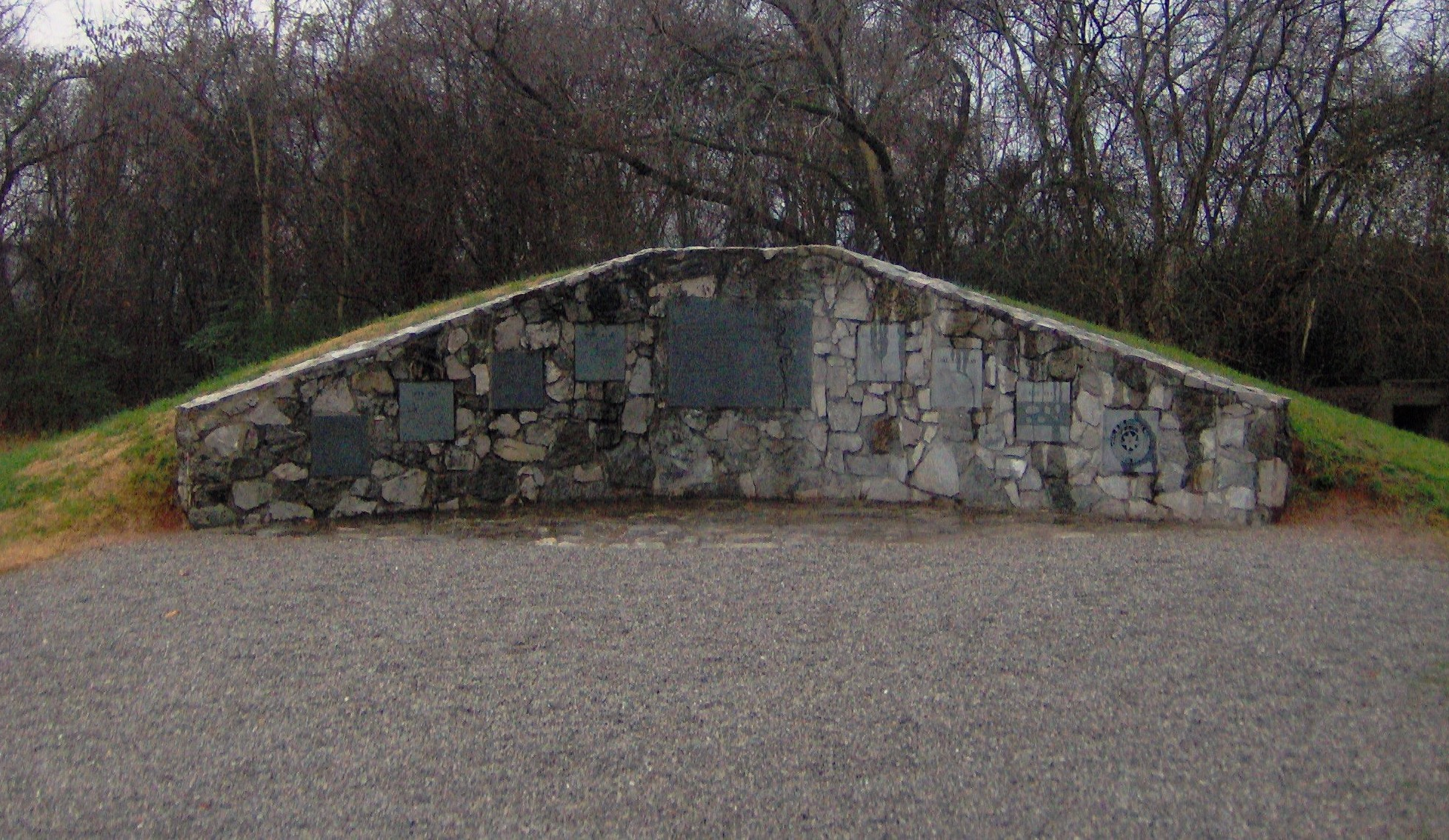
Grabhügel im Sequoyah Museum, wo 191 Grabstätten, die im Tellico Archaeological Project ergraben wurden, erneut beigesetzt wurden.

Cyrus Thomas von der Smithsonian Institution führte in den 1880ern eine Kartierung von Erdwerken im Little Tennessee Valley durch. Thomas grub einen Hügel an der Stelle von Chota aus und entdeckte mehrere Artefakte. 1939 führte ein Team der University of Tennessee unter der Leitung von Thomas Lewis und Madeline Kneburg Ausgrabungen in Chota durch mit Hilfe von Arbeitern, die durch die Works Projects Administration bezahlt wurden. Ihre Funde, von denen sich Lewis und Kneburg Vergleichsdaten für ihre Hiwassee Island Findings versprachen, umfassten 85 Gruben, 12 Begräbnisstätten und ein Gebäude.
Nachdem die Tennessee Valley Authority 1967 ihre Pläne zum Bau des Tellico Dam veröffentlichte, wodurch historische Cherokee-Stätten versanken, setzte die University of Tennessee einen Plan für archäologische Rettungsgrabungen im Little Tennessee Valley in gang. Die Ausgrabungen wurden in Chota zwischen 1969 und 1974 durchgeführt, als Rechtsstreitigkeiten das Dammprojekt verzögerten. Die Ausgrabungen deckten 783 Strukturen auf (hauptsächlich Abfallgruben), sowie die Abdrücke von 31 Strukturen und 91 Begräbnisstätten. Burial 10, ein Grab, welches 1969 ergraben wurde, wurde durch die Grabbeigaben (unter anderem einem Paar wire spectacles (Drahtbrille)) als dasjenige von Häuptling Oconostota identifiziert. Tausende von Stein- und Keramik-Artefakten wurden ausgegraben, unter anderen Pfeilspitzen, die in die Archaic period in the Americas (8000–1000 B.C.) datiert wurden.
Die Strukturen, die in Chota aufgedeckt wurden, beinhalteten auch zwei Townhouses, eines davon mit einem Durchmesser von 60 ft (18 m) und ein anderes mit einem Durchmesser von etwas mehr als 50 ft (15 m). Das kleinere Gebäude, welches etwas älter sein mochte, könnte das Tanasi Townhouse gewesen sein. Andere Strukturen beinhalteten einen Sommerpavillon (48 ft × 23 ft – 14,6 m × 7 m) benachbart zu einer Dorf-Plaza mit Abmessungen von 100 ft (30 m) × 160 ft (48,7 m) und 11 Gebäudeensembles aus rechteckigen Sommerhütten und runden Winterhütten. Die Gebäude waren mit Abständen zwischen 12 m und 30 m aufgebaut und waren bis zu 610 m vom Townhouse entfernt. Eines der Gebäude wurde der frühen Mississippi-Kultur (c. 1000–1300 A.D.) zugeordnet, während die anderen den Cherokee zugesprochen wurden.
1986 wurden die Toten, die in Chota ausgegraben worden waren in einem Grabhügel am Sequoyah Museum bei Vonore wiederbestattet. Eine Ausnahme waren die Überreste von Oconostota, die am Chota Monument über der Stelle des Townhouse beigesetzt wurden, wie es die Cherokee wünschten.

## Chota Monument
Das Denkmal besteht aus einem Kreis von sieben Beton-Säulen mit Piktogrammen auf der Oberseite. Die Säulen stehen für die sieben Clans und die Cherokee Nation als Ganzes.

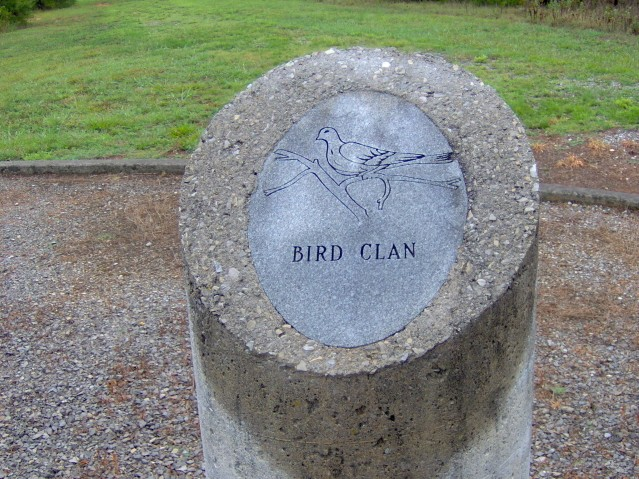
„Anitsiskwa“ – Bird Clan
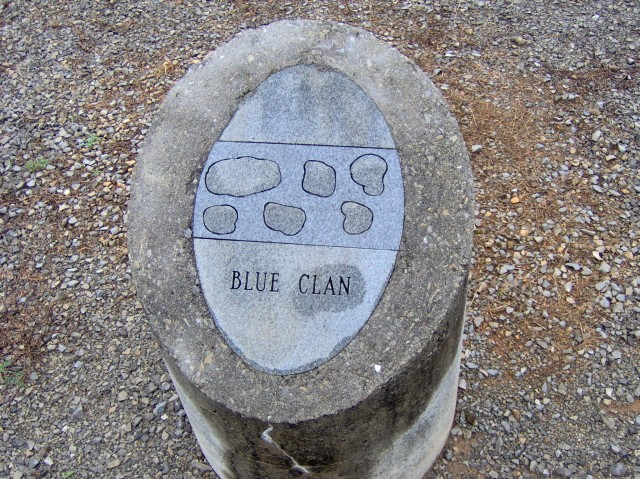
„Anisahoni“ – Blue Clan
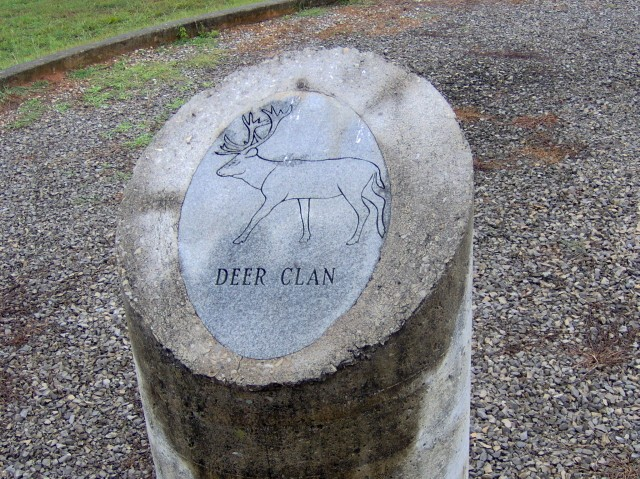
„Anikawi“ – Deer Clan
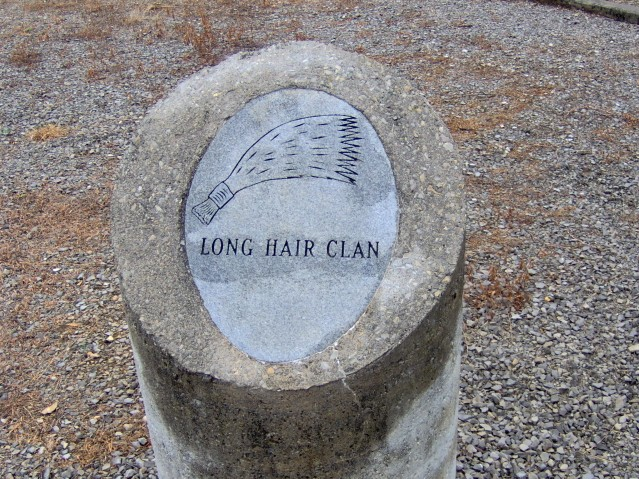
„Ani-gilohi“ – Long Hair Clan
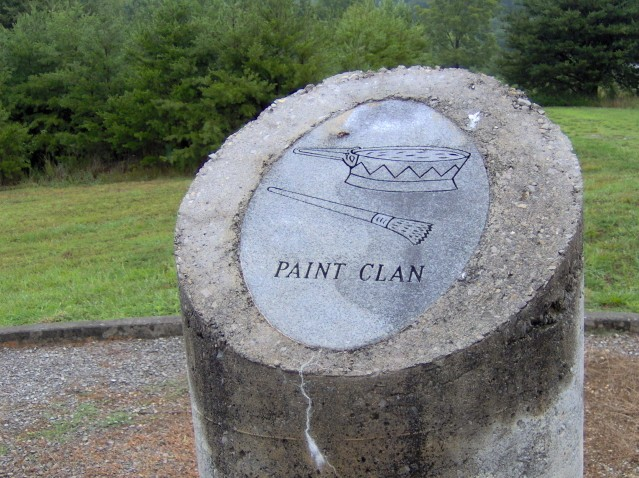
„Aniwodi“ – Paint Clan
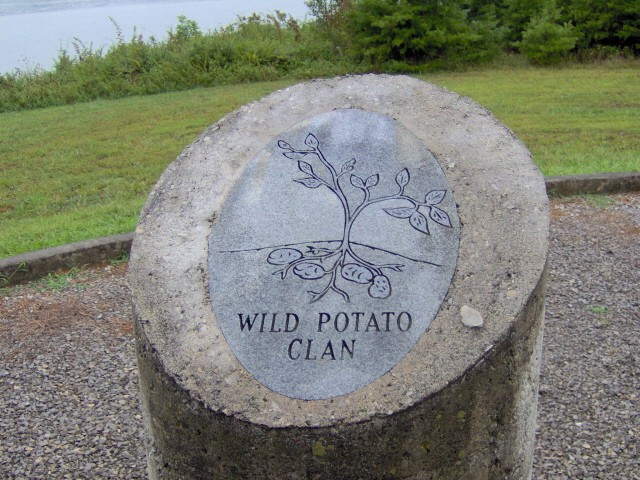
„Anigatagewi“ – Wild Potato Clan
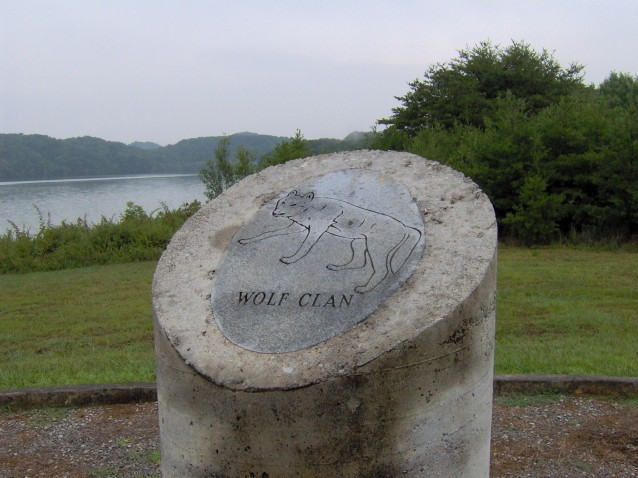
„Aniwaya“ – Wolf Clan